# Historischer Wanderweg Schwanheim
ACHTUNG Stand 17. November 2019
```
Die Beschilderung des Weges ist auf den ersten 6 km verwittert, lückenhaft und teilweise nicht mehr zu erkennen. Es ist also derzeit nicht möglich, den Wanderweg ohne Karte oder GPS zu gehen.
```

Der Historische Wanderweg Schwanheim ist ein etwa elf Kilometer langer Lehrpfad und Rundwanderweg in der Stadt Frankfurt am Main im deutschen Bundesland Hessen. Die insgesamt 18 Stationen des Wanderwegs liegen an Orten mit besonderer Bedeutung für die lokale Geschichte von der Altsteinzeit bis ins frühe 20. Jahrhundert. Fachliche Schwerpunkte des Lehrpfades sind archäologische, botanische und geologische Themen. An jeder Station des Weges informiert eine Texttafel über die geschichtliche Bedeutung des Ortes; das Forstamt der Stadt Frankfurt bietet ein Begleitheft mit vertiefenden Informationen an.

## Lage des Wanderwegs
Der Historische Wanderweg Schwanheim liegt über seine gesamte Länge auf der Gemarkung des namengebenden südwestlichen Frankfurter Stadtteils Schwanheim. Der überwiegende Teil der Strecke führt durch bewaldetes Gelände des Schwanheimer Wald genannten nordwestlichen Teils des Frankfurter Stadtwaldes. Damit liegt der Wanderweg ebenfalls größtenteils auf dem Gebiet des Landschaftsschutz- und Naherholungsgebiets Frankfurter Grüngürtel. Der auf dem Weg zurückzulegende Höhenunterschied beträgt etwa 20 Meter, der größte Teil der Route weist keine oder nur sehr geringe Steigungen auf. Der Historische Wanderweg Schwanheim wird an mehreren Stellen vom Grüngürtel-Rundwanderweg sowie vom Grüngürtel-Radrundweg gekreuzt; im Süden des Historischen Wanderwegs ist dessen Verlauf für eine Strecke von etwa drei Kilometern identisch mit dem des Grüngürtel-Rundwanderwegs.

## Themen und Anspruch des Lehrpfads
Die chronologische Reihenfolge der Stationen des Historischen Wanderwegs setzt ein mit Informationen zur geologischen Geschichte des Gebiets seit der letzten Kaltzeit von etwa 110.000 Jahren vor der christlichen Zeitrechnung bis vor ca. 10.000 Jahren (Stationen 3, 4 und 13 des Lehrpfades; siehe folgenden Abschnitt Die Stationen des Wanderwegs). Die Geländeformation Kelsterbacher Terrasse ermöglicht einen Einblick in die Formung des Geländes seit den Kaltzeiten. Die Chronologie der Stationen wird fortgesetzt mit den ersten Spuren des Menschen auf dem Gebiet. In der Schwanheimer Gemarkung sind seit dem späten 18. Jahrhundert eine größere Anzahl von archäologischen Funden gemacht worden. Älteste Spuren menschlicher Nutzung der Schwanheimer, zur Untermainebene zählenden Sumpf- und Waldgebiete – Funde von Werkzeugen und Waffen – stammen aus der Altsteinzeit, mit der Jungsteinzeit steigt die Zahl der Funde an (Station 8). Die frühesten Spuren dauerhafter menschlicher Besiedelung des Schwanheimer Gebiets sind aus der Bronzezeit, darunter Reste von insgesamt vier Siedlungen sowie mehrere hundert Hügelgräber (Station 6). Letztere liegen entlang eines bis heute bestehenden Weges im Schwanheimer Wald, der Grenzschneise, die als älteste bekannte Straßenverbindung auf Frankfurter Stadtgebiet gilt (Station 12). Weitere archäologische Funde aus dem 2. und 3. Jahrhundert n. Chr. sind römischer Herkunft (Stationen 15 und 16). Mangels aussagefähiger Funde vor Ort aus den als Mittelalter bezeichneten Geschichtsepochen (das Jahrtausend von ca. 400 bis 1400 n. Chr.) wird die Chronologie der Stationen des Historischen Wanderwegs mit der beginnenden Neuzeit fortgesetzt. Ein Schwerpunkt ist darin die Entwicklung der Gemeinde Schwanheim seit dem 18. Jahrhundert (Stationen 1 bis 4, 7 und 9, 10 und 18).
Die entlang des Historischen Wanderwegs Schwanheim an Fundorten und historischen Relikten aufgestellten Informationstafeln sollen mit kurzen Texten interessierten Wanderern einen Einblick in Geschichte und Vorgeschichte des Gebiets bieten; zur Vertiefung der Themen bietet das Forstamt der Stadt Frankfurt ein 56-seitiges Begleitheft an, das zu jeder der Stationen des Lehrpfads detaillierte Textinformationen, Zeichnungen oder Fotos sowie einen Lageplan des Rundwanderwegs enthält. Viele der im Laufe der Jahre entlang des heutigen Lehrpfads entdeckten Fundgegenstände sind im nahen Schwanheimer Heimatmuseum ausgestellt. Die Informationstafeln am Historischen Wanderweg, das Begleitheft und die Präsentation der Exponate im Museum ergänzen einander didaktisch.

## Die Stationen des Wanderwegs

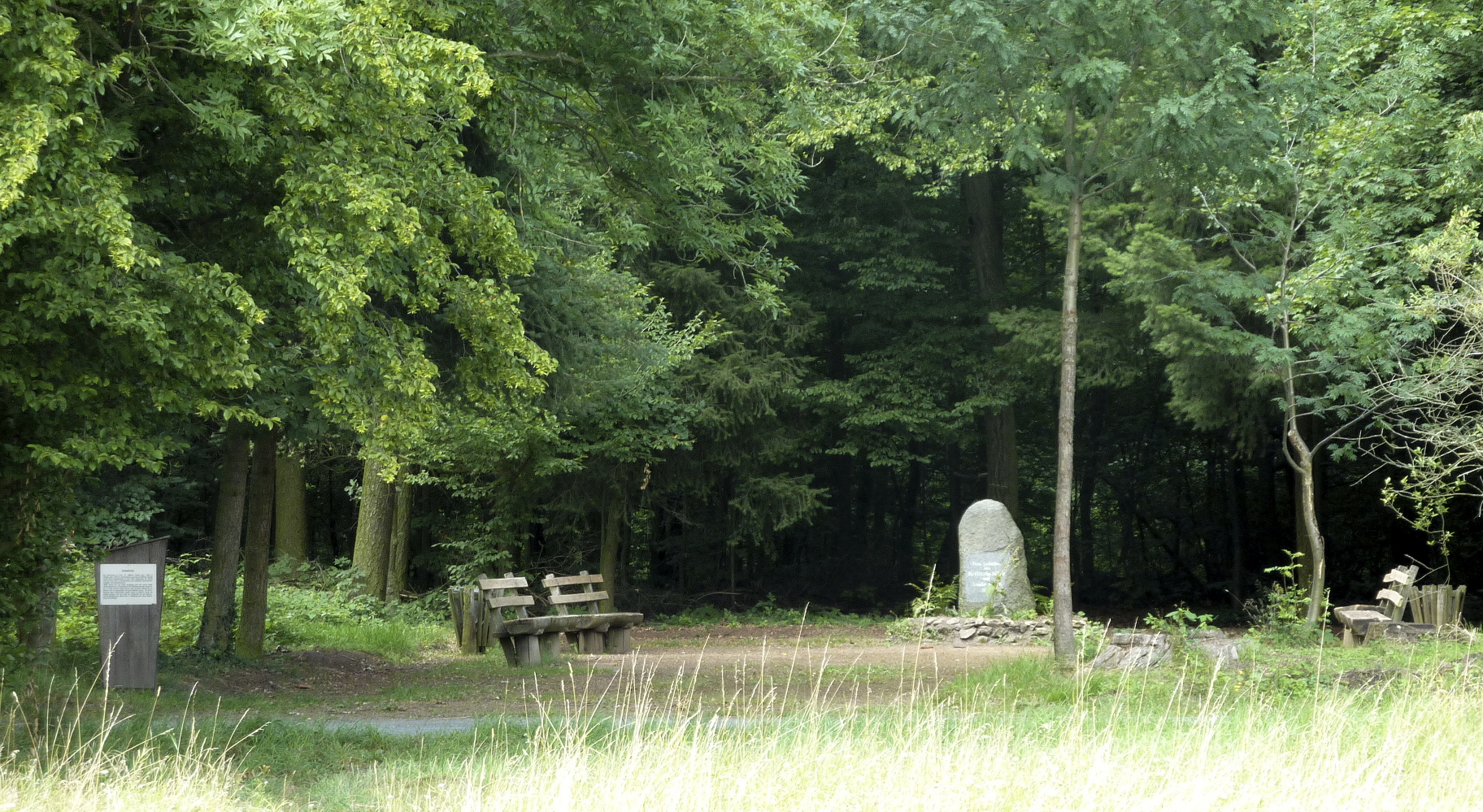
Station 1: Kobeltruhe

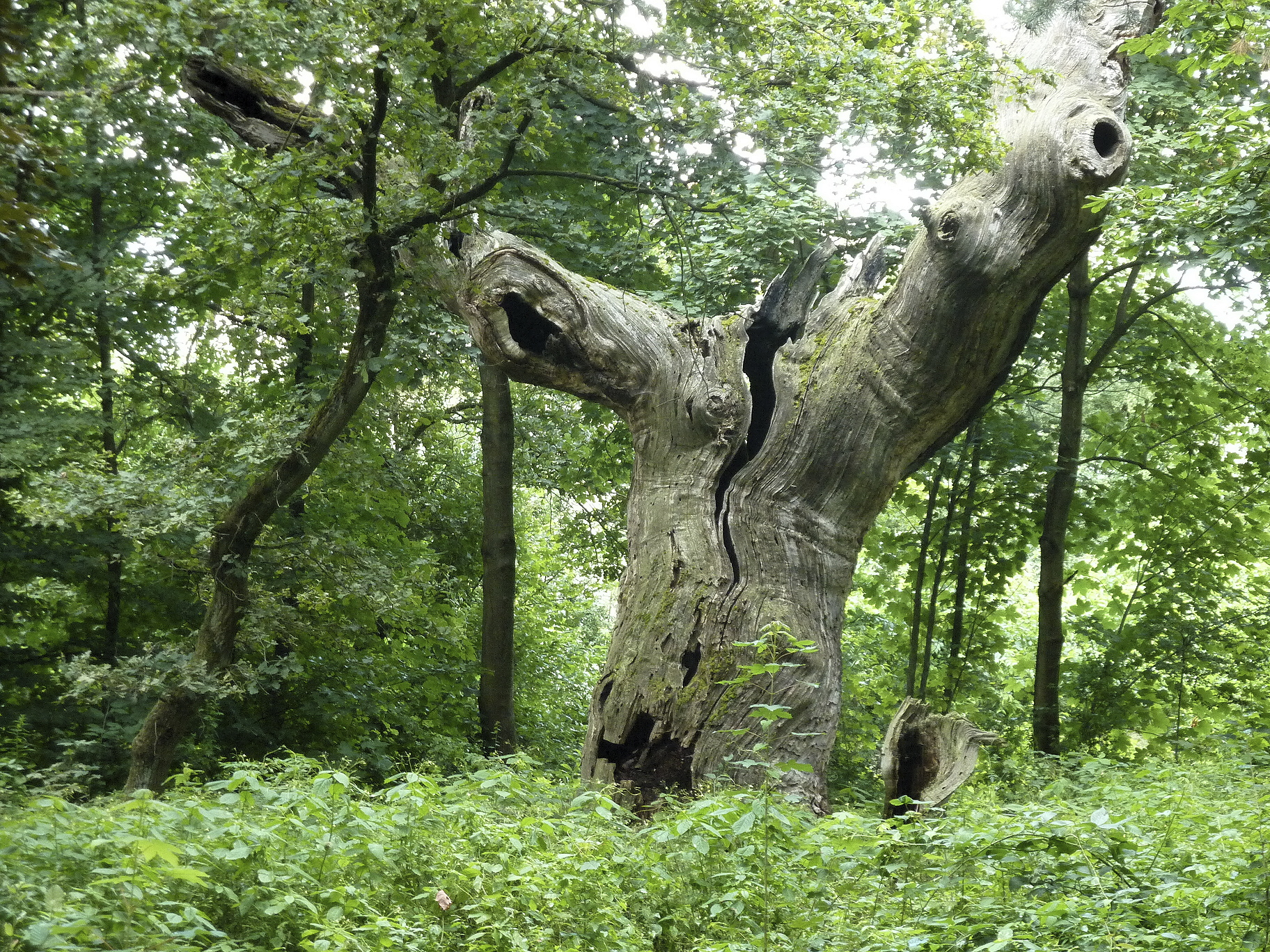
Station 2: Alteichen

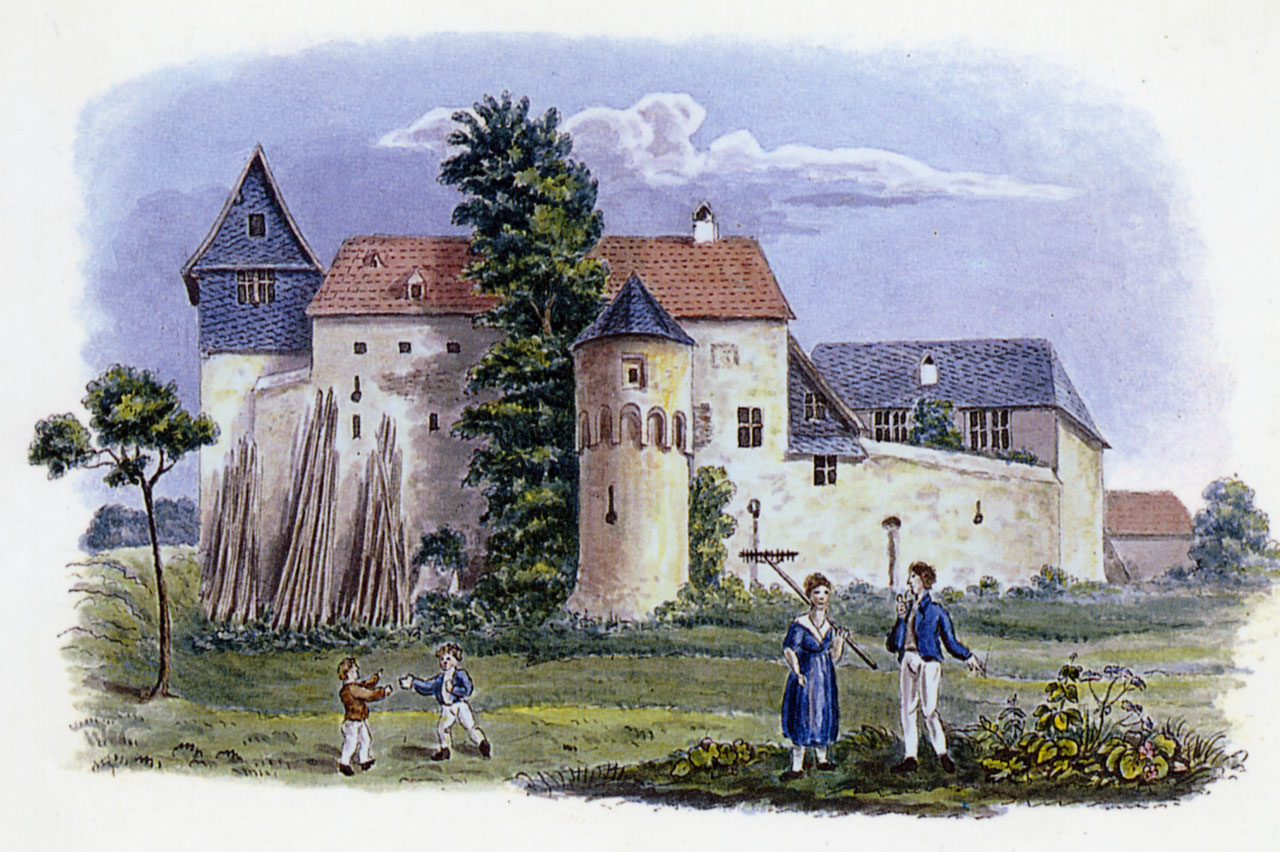
Station 5: Wasserburg Goldstein

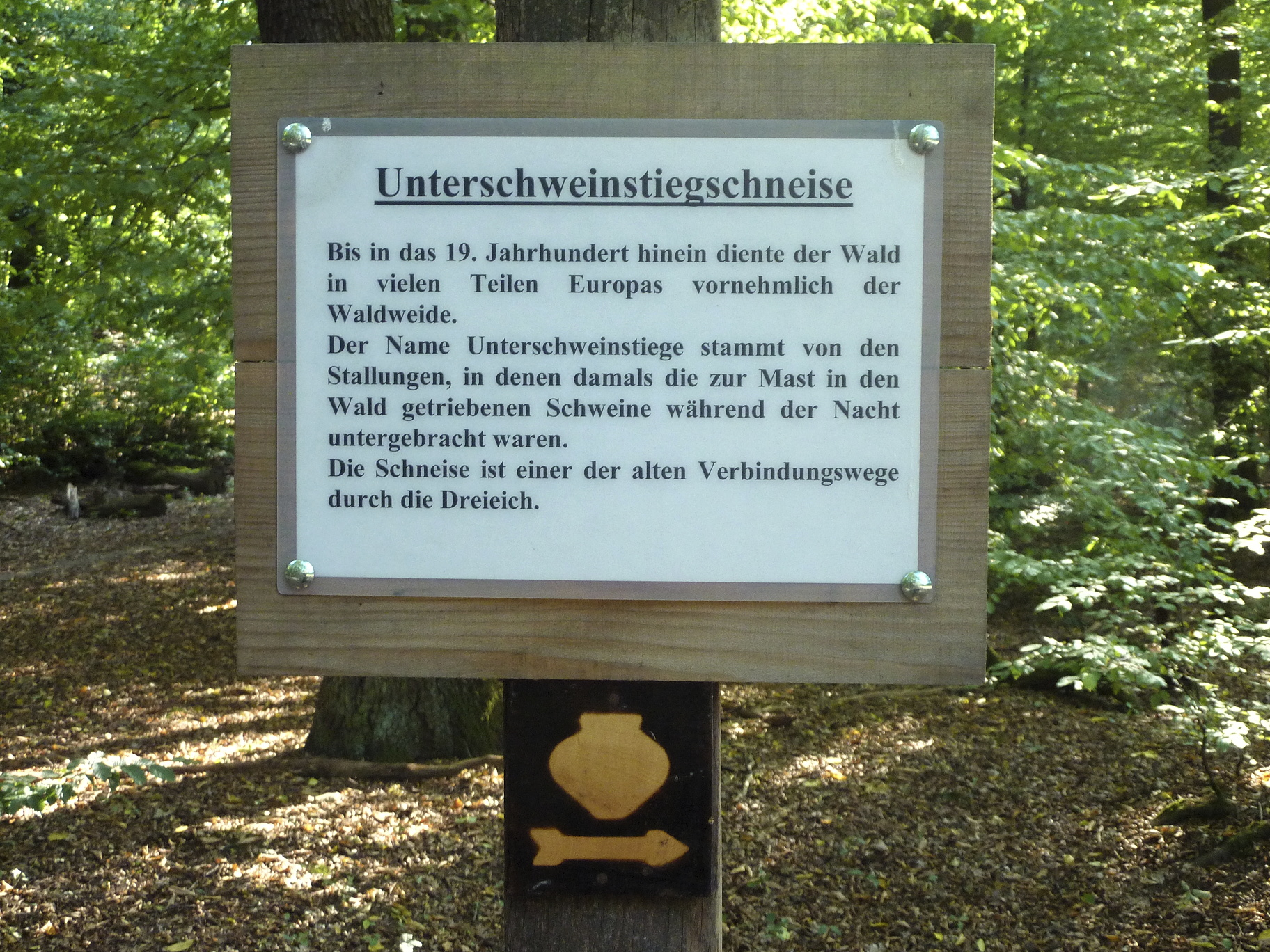
Station 7: Unterschweinstiegschneise

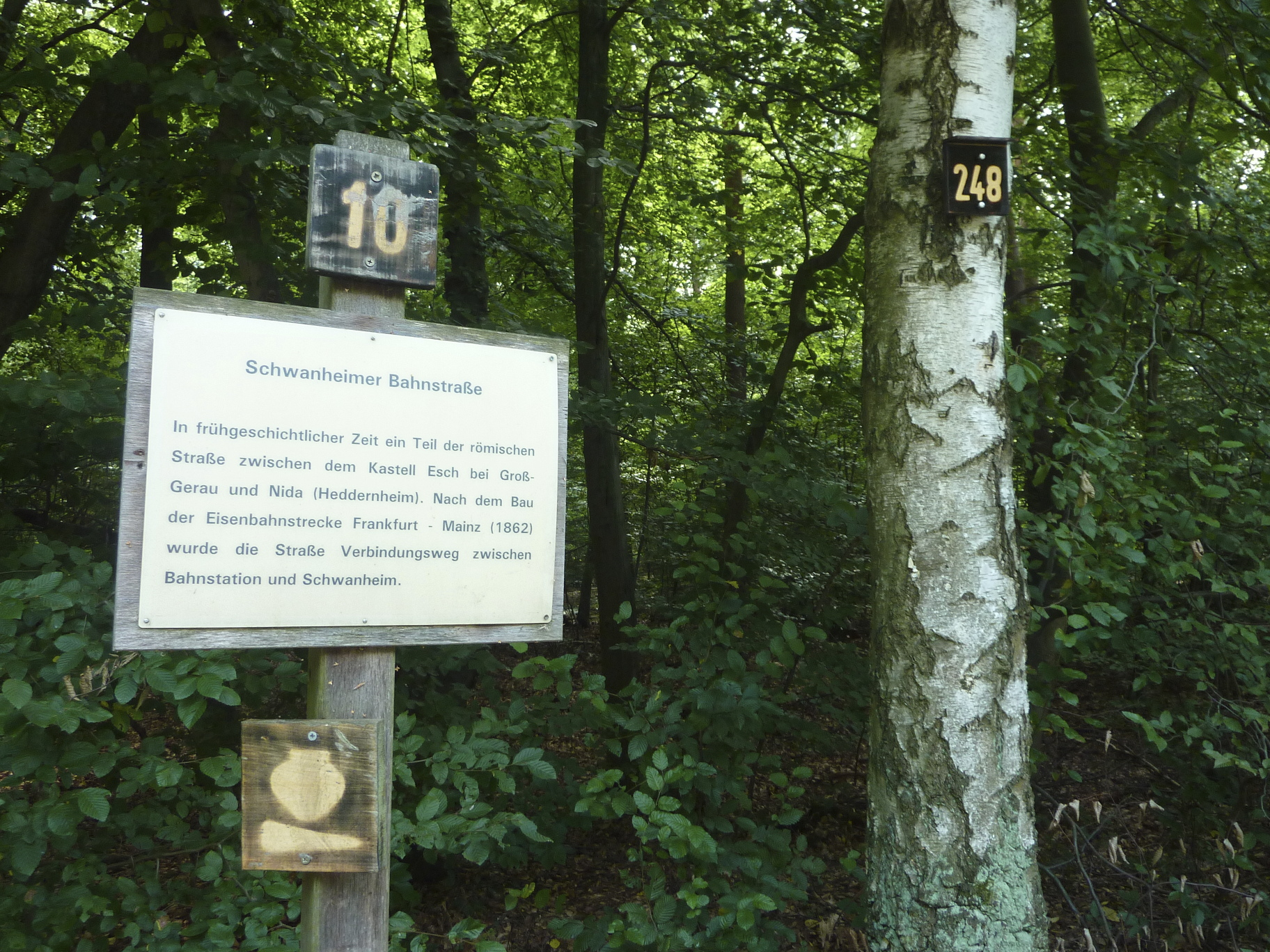
Station 10: Schwanheimer Bahnstraße

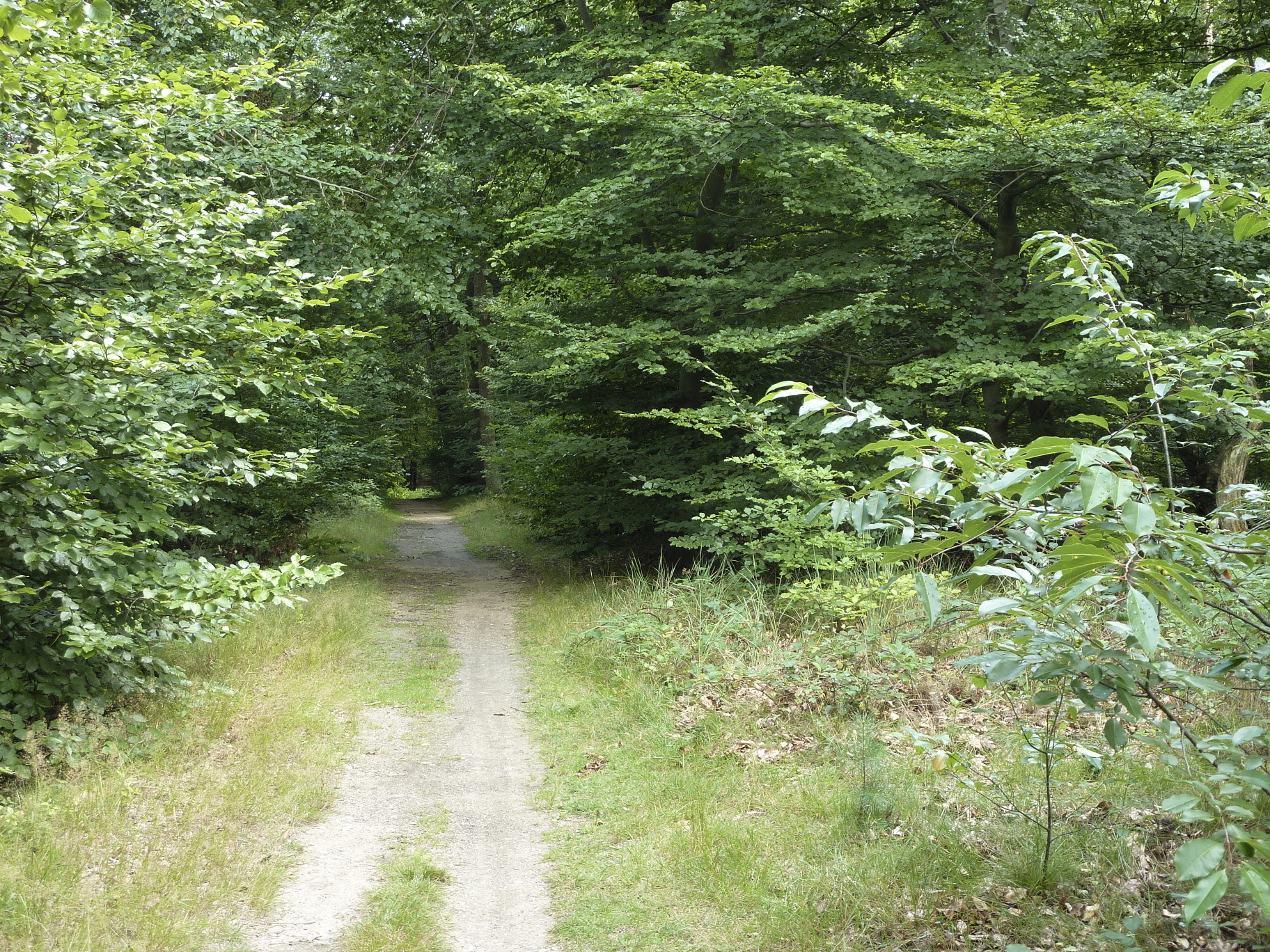
Station 12: Grenzschneise

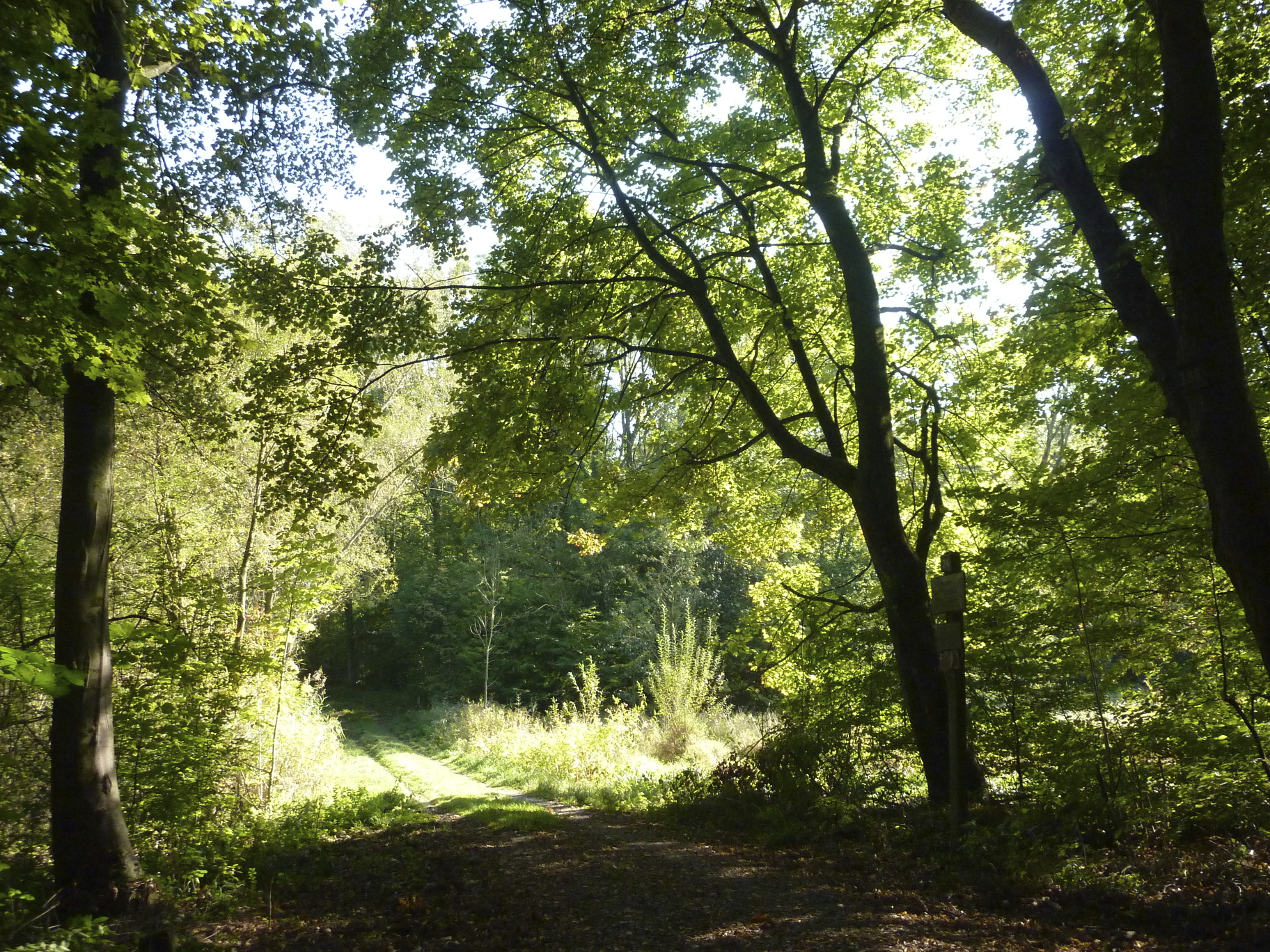
Station 14: Riedwiese

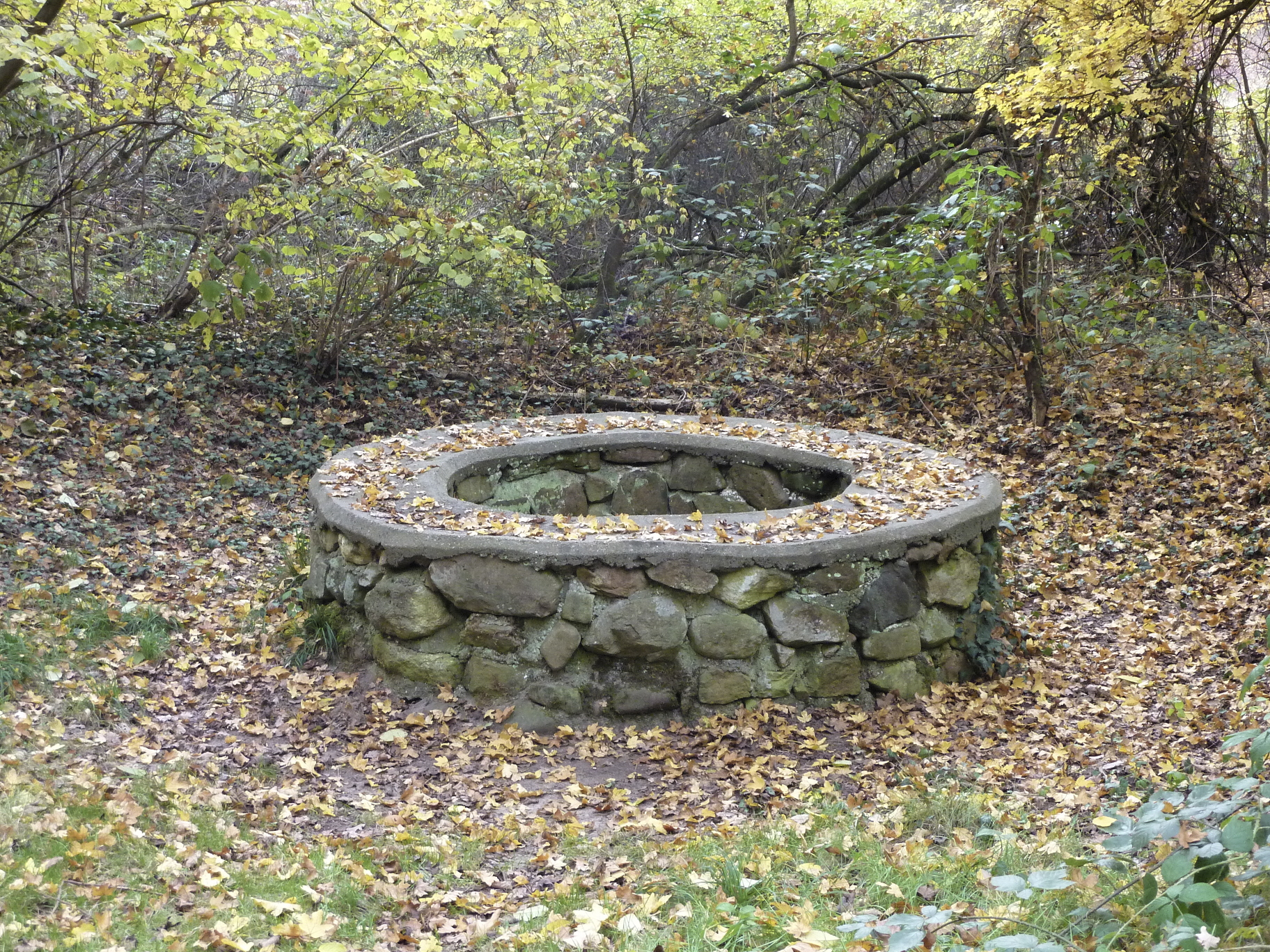
Station 16: Römerbrunnen

Der Verlauf des Historischen Wanderwegs ist mit hölzernen Wegweisern ausgeschildert. Das Piktogramm des Wanderwegs ist der beigefarbene Umriss einer vasenförmigen Urne. Als Vorbild für das Piktogramm diente ein 1927 entdecktes Stück Grabkeramik aus einem Hügelgrab der Hallstattzeit – etwa 700–450 v. Chr. – im Schwanheimer Wald (Station 6 des Lehrpfads). Die elf Kilometer lange Strecke des Wanderwegs kann an Station 10 (Schwanheimer Bahnstraße) zu einem westlichen und einem östlichen Teil abgekürzt werden.
1. Kobeltruhe (Lage:50° 4′ 41″ N, 8° 34′ 51″ O)
Wald-Rastplatz und Gedenkstätte für Wilhelm Kobelt (1840–1916), im Jahr 1869 erster niedergelassener Arzt des Dorfes Schwanheim, Zoologe (Malakologie) und Heimatforscher. Verfasser der ersten Chronik des Ortes.
2. Schwanheimer Alteichen (Lage:50° 4′ 56″ N, 8° 35′ 23″ O)
Die Schwanheimer Alteichen sind eine Gruppe von etwa 30 durchschnittlich 500 Jahre alten Stieleichen, Relikte der Nutzung des Schwanheimer Waldes als Hutewald. Die Schwanheimer Alteichen wurden als Fruchtbäume genutzt, deren Früchte der Viehmast dienten (Eichelmast).
3. Pfingstberg (Lage:50° 4′ 41″ N, 8° 35′ 51″ O)
Eine etwa 50.000 Jahre alte Sanddüne am nördlichen Rand des Stadtwaldes, entstanden durch Sand-Aufwehung. Der Name der Düne entstammt dem lokalen Brauchtum – auf dem seit dem 15. Jahrhundert mit Kiefern bestandenen Hügel feierten Schwanheimer Bürger bis ins 19. Jahrhundert jedes Jahr zu Pfingsten ihren Wäldchestag.
4. Tannenkopf (Lage:50° 4′ 37″ N, 8° 36′ 3″ O)
Eine postglaziale Sanddüne am nördlichen Rand des Stadtwaldes mit gleicher geologischer und botanischer Geschichte wie der Pfingstberg.
5. Forsthaus Goldstein (Lage:50° 4′ 36″ N, 8° 36′ 6″ O)
Revierförsterei 4 des Forstamtes der Stadt Frankfurt, gelegen an der Schwanheimer Bahnstraße (siehe Station 10). Das Begleitheft des Wanderwegs befasst sich an dieser Station mit der Geschichte der abgegangenen Wasserburg Goldstein aus dem 13. Jahrhundert, mit der Entstehung der östlich vom Forsthaus gelegenen, in den 1930er-Jahren angelegten Siedlung Goldstein sowie mit der Geschichte der Frankfurter Waldbahn im 19. und 20. Jahrhundert.
6. Hölle über dem Wartweg – Hügelgräber – An der Hölle über dem Wartweg liegen mehrere größere Gruppen mit bis zu über 60 Hügelgräbern aus der Jungsteinzeit bis zu Bronzezeit und vorrömischer Eisenzeit entlang der Oberkante der Kelsterbacher Terrasse. Bei der archäologischen Ergrabung einiger der Hügel wurden aus der Hallstattzeit stammende Funde gemacht (→ Siedlungsspuren und Hügelgräber der Bronzezeit an der Kelsterbacher Terrasse). Der Flurname Helle oder Hölle, der bis in die Gegenwart im Namen Höllenweg erhalten geblieben ist, ist eine mundartliche Abwandlung des Wortes Halde.
7. Unterschweinstiegschneise – Der Name dieser zur Straße ausgebauten Waldschneise weist auf die bis ins frühe 20. Jahrhundert praktizierte Nutzung der Gegend als Hutewald hin, namentlich für die Schweinemast. Frühere Namen der Unterschweinstiegschneise waren Alter Hayn-Pfadt, Waadschneise und Wartweg.
8. Steilhang – Funde aus der Jungsteinzeit – an der Kelsterbacher Terrasse, einer Geländestufe im Schwanheimer Wald (siehe Station Nr. 13 des Wanderwegs). Im späten 19. Jahrhundert wurden beim Abbau von Kies und Sand am Abhang der Terrasse Funde von mehreren Werkzeugen aus der Jungsteinzeit gemacht. Weitere Funde erfolgten Mitte des 20. Jahrhunderts. Die Fundgegenstände sind im Schwanheimer Heimatmuseum ausgestellt (→ Funde steinzeitlicher Werkzeuge an der Kelsterbacher Terrasse).
9. Ehemalige Kiesgrube Schwanheim – Kiesgrube der Gemeinde Schwanheim, angelegt im 19. Jahrhundert. Nach dem Zweiten Weltkrieg wurde die Grube mit Trümmerschutt der Luftangriffe auf Frankfurt am Main aufgefüllt und mit Pappeln und Buchen bepflanzt.
10. Schwanheimer Bahnstraße – eine im 19. Jahrhundert angelegte Verbindungsstraße zwischen dem Dorf Schwanheim im Norden und dem etwa zwei Kilometer südlich davon gelegenen ehemaligen Bahnhof Schwanheim. Dieser lag an der 1862 eröffneten Eisenbahnstrecke Frankfurt — Mainz (bei Eröffnung Hessische Ludwigsbahn, heute Mainbahn). Bodenfunde an der Schwanheimer Bahnstraße deuten auf eine Römerstraße mit teilweise identischer Streckenführung hin, möglicherweise eine Verbindung zwischen der nördlich gelegenen römischen Stadt Nida und dem Kastell Groß-Gerau, gelegen im Stadtteil Auf Esch der heutigen Kreisstadt Groß-Gerau.
11. Die Lichtetalschneise – Taleinschnitt im Westen der Kelsterbacher Terrasse, früherer Gewässer-Abfluss vom Abhang in die Niederung. Der Flurname Lichte Tal (alternative Schreibweise Lichtetal) rührt von dem ehemals aufgelockerten (lichten) Bewuchs mit Vegetation her und wird heute als Bezeichnung für die dort befindlichen Hügelgräber verwendet, die Lichte-Tal-Gruppe (auch Lichtetal-Gruppe). Das Flurstück gehört zum Wassereinzugsbereich des südlich gelegenen Pumpwerks Hinkelstein, das der Trinkwassergewinnung für die Stadt Frankfurt dient.
12. Grenzschneise und Grenzsteine – Abschnitt eines historischen Handelswegs von Mainz nach Aschaffenburg, älteste bekannte Straßenverbindung im Frankfurter Stadtgebiet. Die Schwanheimer Grenzschneise ist gesäumt von Grenzsteinen aus dem 18. Jahrhundert sowie von Resten eines Grenzwalls mit begleitendem Graben.
13. Kelsterbacher Terrasse (Lage:50° 4′ 21″ N, 8° 35′ 31″ O)
Die Kelsterbacher Terrasse ist eine acht Kilometer lange Geländestufe, bis zu 17 Meter hoch. Der Hang ist eine Flussterrasse eines in den Kaltzeiten entstandenen Urstromtals des Flusses Main. Die Grenzschneise verläuft entlang der Oberkante der Kelsterbacher Terrasse, dort liegen auch die meisten der Hügelgräber auf Schwanheimer Gebiet.
14. Riedwiese (Lage:50° 4′ 30″ N, 8° 32′ 59″ O)
Sumpfgebiet entlang des Rohsees, einem linken Altarm des Mains im Westen des Schwanheimer Waldes, heute ein Waldtümpel. Bei archäologischen Grabungen vor Ort wurden Siedlungsspuren aus der Bronzezeit vorgefunden. Einige der dort ergrabenen Fundstücke sind im Schwanheimer Heimatmuseum ausgestellt.
15. Römische Villa Rustica (Lage:50° 4′ 42″ N, 8° 33′ 6″ O)
Am westlichen Rand des Frankfurter Stadtgebiets, an der Gemeindegrenze zur Stadt Kelsterbach, wurden bei Bauarbeiten an der Bundesstraße 40 („Kelsterbacher Spange“) im Jahr 1972 Reste der Fundamente einer römischen Villa rustica freigelegt. Es wird angenommen, dass dieses schlicht ausgeführte Hofgut etwa im Jahr 260 n. Chr. bei einem Eroberungszug des germanischen Stammes der Alamannen zerstört wurde. Die freigelegten, teilweise rekonstruierten Fundamentreste sind vor Ort zu besichtigen.
16. Römischer Steinbrunnen – In etwa 30 Metern Entfernung zur beschriebenen Villa rustica befindet sich ein ebenfalls bei Straßenbauarbeiten vorgefundener römischer Brunnen. Archäologische Grabungen im Brunnenschacht brachten eine Vielzahl von Funden zutage, darunter ein menschliches Skelett. Die Funde lassen eine Interpretation als Sonderbestattung zu; die Exponate bilden den zentralen Punkt der Ausstellung des Heimatmuseums Schwanheim. Nach den Grabungen wurde der Brunnenschacht wieder mit Erde verfüllt; zu besichtigen ist der etwa 30 Zentimeter hohe Rest des Brunnenkranzes aus Natursteinen.
17. La-Tène-Zeit – Im Jahr 1968 fand man in einer Kiesgrube am westlichen Rand der Schwanheimer Gemarkung Gräber mit Grabbeigaben aus der La-Tène-Zeit sowie Knochen und Zähne von Mammuts.
18. Dorf und Feldgemarkung Schwanheim – Die letzte Station des Rundwanderwegs ist der Geschichte der Ortschaft Schwanheim gewidmet – von der ersten urkundlichen Erwähnung im Jahr 880 n. Chr. etwa bis zur Eingemeindung nach Frankfurt im Jahr 1928.

## Verkehrsanbindung
Aufgrund seiner Lage im Wald ist der Historische Wanderweg Schwanheim mit öffentlichen Verkehrsmitteln und per motorisiertem Individualverkehr am einfachsten von Norden, vom südlichen Ortsrand Schwanheims aus zu erreichen. Die erste Station des Wanderwegs, die Kobeltruhe, liegt knapp 500 Meter südlich der Haltestelle Rheinlandstraße der Frankfurter Verkehrsgesellschaft VgF. Die Rheinlandstraße ist Endhaltestelle der Linien 12 und 19 der Frankfurter Straßenbahn sowie Haltestelle der Buslinien 51, 62 und 73. Der dem Historischen Wanderweg nächstgelegene öffentliche Parkplatz liegt unmittelbar an dessen Route; er befindet sich am Waldspielpark Schwanheim an der Schwanheimer Bahnstraße. Da der Wanderweg größtenteils über nicht oder kaum befestigte Waldwege führt, die im südlichen Teil der Strecke außerdem Abschnitte mit mittleren Steigungen aufweisen, ist er nur eingeschränkt über kürzere Strecken barrierefrei.